# 百合にはさまる男は死ねばいい!?
『百合にはさまる男は死ねばいい!?』（ゆりにはさまるおとこはしねばいい！？）は蓬餅による日本の漫画作品。『LINEマンガ』にて毎週水曜日に連載していた。略称は「百合はさ」。

## 概要
元は蓬餅がTwitterやPixivで「吹奏楽部トランペットパートの1stと2ndの感情デカ漫画」として個人的に投稿していた作品だったが、2021年3月31日より現在のタイトルで『LINEマンガ』での16週間限定のトライアル連載を開始。同年7月21日に本連載が決定し、同年12月22日より正式な連載を開始した。
『次にくるマンガ大賞2023』でWebマンガ部門19位受賞。

## あらすじ
自身が1stを吹く事に誇りを持っている吹奏楽部部員・片桐千早のもとに、全国レベルの高校で1stを吹いていた相川響が転校してくる。互いに音楽を通して高め合っていく中、次第に特別な感情が芽生えていく。

## 登場人物

### 主要人物
片桐 千早（かたぎり ちはや）
南陵高校3年生の吹奏楽部部員で、担当楽器はトランペット。
朝も昼も自主練するほど努力を惜しまず、1stを吹くことに誇りを持っている。それと同時に音楽にひたむきな相川のことを尊敬しており、同じ高みを目指せる自身の"唯一"になると感じている。
相川 響（あいかわ ひびき）
全国レベルの強豪校・仙北高校からの転校生。3年生。片桐と同じく担当楽器はトランペットで、転校前も1stを吹いていた。
音楽一家に生まれ、飄々としているが類まれなる努力に裏打ちされた確かな技術を持つ。周囲の期待を浴び続け、音楽を続けることに苦しんでいる。改めて心から音楽を好きになるため真っ直ぐな音色を吹く片桐に近づいたが、純粋な気持ちで自身の音に向き合い好いてくれる片桐の隣で吹くことに喜びを感じている。
日向 尊（ひゅうが みこと）
2年生。相川に一目惚れする。進路に揺れ動く相川に対し、普通の高校生として共に過ごすことで音楽以外の選択肢を与えるという契約を持ちかけ、コンクールまでの期間限定で相川と付き合う。

### 南陵高校吹奏楽部の関係者
片桐 千早（かたぎり ちはや）

相川響（あいかわ ひびき）

吉田 のの花（よしだ ののか）
2年生。担当楽器はトランペット。
長い間片桐を尊敬しており、部活に対して軽い態度でかつ片桐の隣にいる相川を良く思っていない。
深海 ミツル（しんかい みつる）
吹奏楽部の指揮を務めている講師1年目。26歳。レズビアン。
元々はピアニストの道を歩んでいた。
森園 咲（もりぞの さき）
高校音楽教師4年目の吹奏楽部顧問。26歳。
ピアニスト時代からの深海のファンだが、本人の前ではそのことを隠している。

### 主要人物の家族
片桐 飛鳥（かたぎり あすか）
千早の弟の中学3年生。同じく吹奏楽部部員で、主にバスクラリネットをやっている。相川と音を奏でることにこだわる姉を案じている。

## 書誌情報
- 蓬餅 『百合にはさまる男は死ねばいい!?』 幻冬舎〈バーズコミックス〉、既刊7巻（2024年12月24日現在）
  1. 2023年5月24日発売[7]、ISBN 978-4-344-85224-2
  2. 2023年5月24日発売[8]、ISBN 978-4-344-85225-9
  3. 2023年9月22日発売[9]、ISBN 978-4-344-85300-3
  4. 2024年1月24日発売[10]、ISBN 978-4-344-85356-0
  5. 2024年5月23日発売[11]、ISBN 978-4-344-85414-7
  6. 2024年9月24日発売[12]、ISBN 978-4-344-85461-1
  7. 2024年12月24日発売[13]、ISBN 978-4-344-85518-2